# Mammillaria formosa

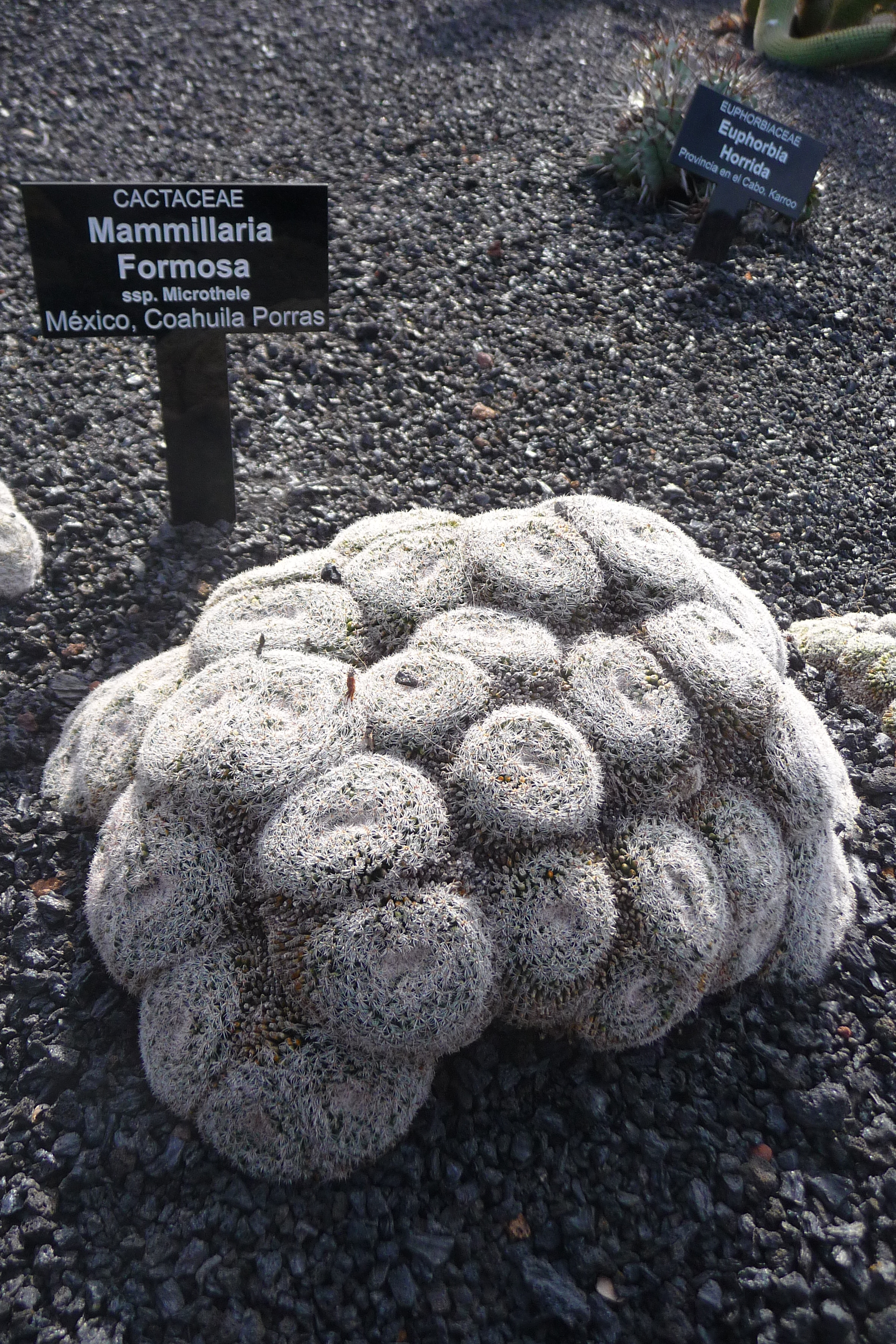
Gruppenbildung

Mammillaria formosa ist eine Pflanzenart aus der Gattung Mammillaria in der Familie der Kakteengewächse (Cactaceae). Das Artepitheton  formosa  bedeutet ‚wohl gestaltet‘.

## Beschreibung
Mammillaria formosa wächst einzeln oder bildet im Alter gelegentlich Gruppen. Die niedergedrückt kugelförmigen bis kurz zylindrischen, hellgrünen Triebe erreichen bei Durchmessern von 9 bis 10 Zentimeter (und mehr) Wuchshöhen von 15 bis 20 Zentimeter. Die pyramidenförmigen Warzen stehen eng beieinander. Sie enthalten Milchsaft. Die Axillen sind mit weißer Wolle besetzt. Es sind sechs, selten vier bis sieben, etwas rosafarbene, bis zu 8 Millimeter lange Mitteldornen mit dunklerer Spitze vorhanden. Die 20 bis 24 Randdornen, die manchmal auch fehlen, sind nadelig oder borstenartig, gelegentlich abgeflacht und weiß. Sie sind 3 bis 6 Millimeter lang.
Die weißen bis rosafarbenen Blüten sind 1 bis 1,5 Zentimeter lang und weisen einen ebensolchen Durchmesser auf. Die roten Früchte enthalten hellbraune Samen.

## Verbreitung, Systematik und Gefährdung
Mammillaria formosa ist in den mexikanischen Bundesstaaten Aguascalientes, Guanajuato, Querétaro, Coahuila, Hidalgo, Tamaulipas, Nuevo León, San Luis Potosí und Zacatecas verbreitet.
Die Erstbeschreibung erfolgte 1838 durch Michael Joseph François Scheidweiler.
Es werden folgende Unterarten unterschieden:
- Mammillaria formosa subsp. formosa:
Die Nominatform hat 20 bis 22 weiße Randdornen und hellrosa Blüten.
- Mammillaria formosa subsp. chionocephala (J.A.Purpus) D.R.Hunt
- Mammillaria formosa subsp. microthele (Muehlenpf.) D.R.Hunt:
Die Erstbeschreibung erfolgte 1848 als Mammillaria microthele durch Philipp August Friedrich Mühlenpfordt.[3] David Richard Hunt stellte die Art 1997 als Unterart zu Mammillaria formosa.[4] Die Unterart hat 22 bis 24 abgeflachte, borstenartige Randdornen. Die Blüten sind fast reinweiß.
- Mammillaria formosa subsp. pseudocrucigera (R.T.Craig) D.R.Hunt:
Die Erstbeschreibung erfolgte 1945 als Mammillaria pseudocrucigera durch Robert T. Craig.[5] David Richard Hunt stellte die Art 1997 als Unterart zu Mammillaria formosa.[4] Die Unterart hat nur 18 Randdornen. Die Blüten sind auffällig rosa mit weißrandigen Perianthsegmenten.

Mammillaria formosa subsp. microthele wurde 2002 in der Roten Liste gefährdeter Arten der IUCN als „Endangered (EN)“, d. h. stark gefährdet, eingestuft. Bei der Aktualisierung 2009 wurde die Unterart nicht neu bewertet und aus der roten Liste entfernt, da für die anderen Unterarten keine Einstufung vorliegt. Die Art Mammillaria formosa wird als „Least Concern (LC)“, d. h. als nicht gefährdet geführt.

## Nachweise